# Małgorzata Gosiewska

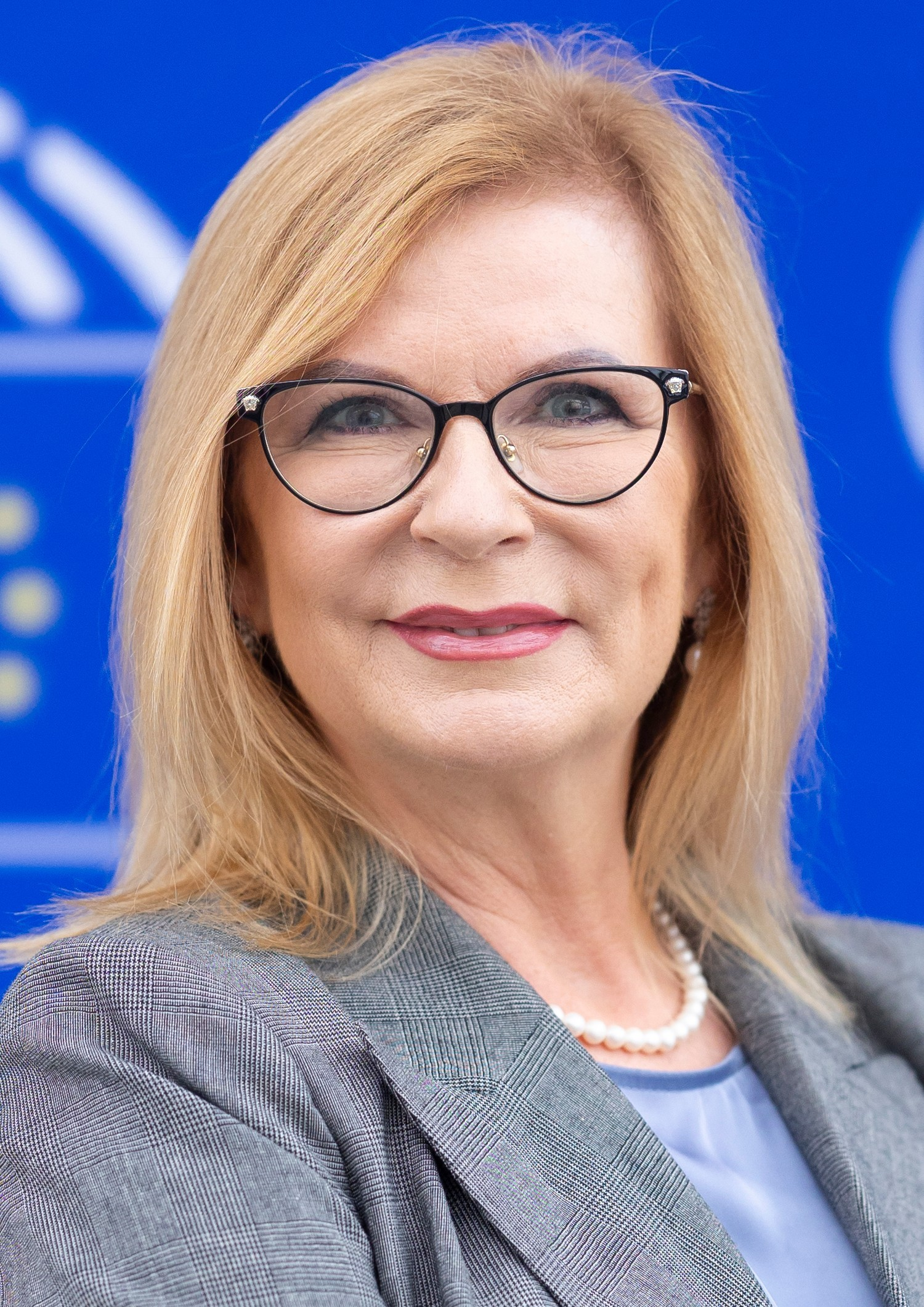
Małgorzata Gosiewska (2024)

Małgorzata Gosiewska (* 22. Juli 1966 in Danzig als Małgorzata Kierat) ist eine polnische Politikerin (Porozumienie Centrum, PiS). Sie gehörte von 2005 bis 2007 und von 2011 bis 2024 dem Sejm in dessen V., VII., VIII., IX. und X. Wahlperiode an. Von 2019 bis 2023 war sie Vizemarschallin des Sejim. Seit 2024 ist Abgeordnete des Europaparlaments.

## Leben und Beruf
Gosiewska arbeitete zunächst im nationalen Büro der Gewerkschaft Solidarność. 1992/93 war sie im Abgeordnetenbüro von Jarosław Kaczyński beschäftigt. Es folgten zwei Jahre, in denen sie für den Vorstand der Stiftung der polnischen Genossenschaftsbanken in Gdynia arbeitete. Von 1996 bis 2000 war sie Vorstandsvorsitzende einer Genossenschaftsbank in Bielany. Danach war sie von 2001 bis 2003 als stellvertretende Geschäftsführerin der PiS-Fraktion im Sejm tätig. Nach einem Jahr als Mitarbeiterin des Marschallamtes der Woiwodschaft Masowien war sie 2004/05 stellvertretende Bürgermeisterin des Warschauer Stadtbezirks Ursus. Von 2007 bis 2010 arbeitete sie in der Kanzlei des Staatspräsidenten.
Gosiewska war ab 1990 die erste Ehefrau des polnischen Politikers Przemysław Gosiewski, der beim Flugunfall von Smolensk 2010 ums Leben kam und mit dem sie einen Sohn hat.

## Politik
Małgorzata Gosiewska gehörte von 1991 bis 2001 dem Porozumienie Centrum an, für das sie bei den Selbstverwaltungswahlen 1998 in den Gemeinderat des Warschauer Stadtbezirks Bielany gewählt wurde. 2001 trat sie zur Prawo i Sprawiedliwość (PiS). Bei den Selbstverwaltungswahlen 2002 wurde sie in den Stadtrat von Warschau gewählt. Sie wurde bei der Parlamentswahl 2005 erstmals für die PiS in den Sejm gewählt, scheiterte aber bei der vorgezogenen Wahl 2007 und schied daher nach nur zwei Jahren wieder aus dem Sejm aus. Bei den Selbstverwaltungswahlen 2010 wurde sie in den Woiwodschaftssejmik der Woiwodschaft Masowien gewählt. Bei der Parlamentswahl 2011 kehrte sie in den Sejm zurück. Ihr Versuch, sich bei der Europawahl 2014 in das Europaparlament wählen zu lassen, schlug fehl. Dafür wurde sie bei den Wahlen 2015, 2019 und 2023 als Mitglied des Sejm bestätigt. Von 2019 bis 2023 war sie Vizemarschallin des Sejm. Im Februar 2021 wurde sie zur stellvertretenden Vorsitzenden des Programmrats von Polskie Radio gewählt. Bei der Europawahl 2024 wurde sie ins Europaparlament gewählt und legte daraufhin ihr Sejmmandat nieder. Im Europaparlament gehört sie der Fraktion Europäische Konservative und Reformer an.

## Ehrungen
- 2011 Georgische Verdienstmedaille[12]
- 2020 Ukrainischer Orden der Fürstin Olga[13]